# Lithobius anophtalmus
Lithobius anophtalmus är en mångfotingart som beskrevs av Matic 1957. Lithobius anophtalmus ingår i släktet Lithobius och familjen stenkrypare.
Artens utbredningsområde är Spanien.

## Underarter
Arten delas in i följande underarter:
- L. a. anophtalmus
- L. a. sanvalerii